# Huis van de Stad (Gouda)
Het Huis van de Stad is het in 2012 gereedgekomen gemeentehuis van Gouda.

## Beschrijving
Het Huis van de Stad is gelegen in de Spoorzone van Gouda aan de noordzijde van het station. In 2006 kozen de inwoners van Gouda het ontwerp van het architectenbureau Soeters Van Eldonk van de architect Jos van Eldonk als hun voorkeur. Het ontwerp is geïnspireerd op het uiterlijk van de Goudse stroopwafel. In de gevels lopen diagonaal gemetselde banen van bruine baksteen, die het wafelpatroon vormen dat lijkt op het patroon van een stroopwafel. Aan dat patroon dankt het gebouw zijn bijnaam "de Stroopwafel". De publieksfuncties bevinden zich op de eerste twee verdiepingen. De raadszaal op de tweede verdieping heeft een publieke tribune in de vorm van een amfitheater. De wand van dit deel van de raadszaal steekt uit in de hal van het gemeentehuis. Deze gebogen wand is voorzien van een patroon van gestileerde letters "G". Het interieur van het gebouw is ontworpen door OTH architecten te Amsterdam.
In het gebouw zijn de verschillende gemeentelijke diensten gehuisvest, die daarvoor verspreid waren over vijf accommodaties in de stad. Ook de vergaderingen van de gemeenteraad, de gemeentelijke commissies en de werkruimten voor de leden van de raad zijn in het Huis van de Stad ondergebracht. Door de komst van dit nieuwe kantoorgebouw heeft het oude stadhuis zijn functie als gemeentehuis verloren. Het oude gebouw doet nog wel dienst als trouwlocatie.
Het Huis van de Stad telt tien verdiepingen en is 43 meter hoog. Het gebouw werd op 30 juni 2012 officieel geopend door de commissaris der Koningin Jan Franssen en de toenmalige burgemeester van Gouda Wim Cornelis.

## Fotogalerij

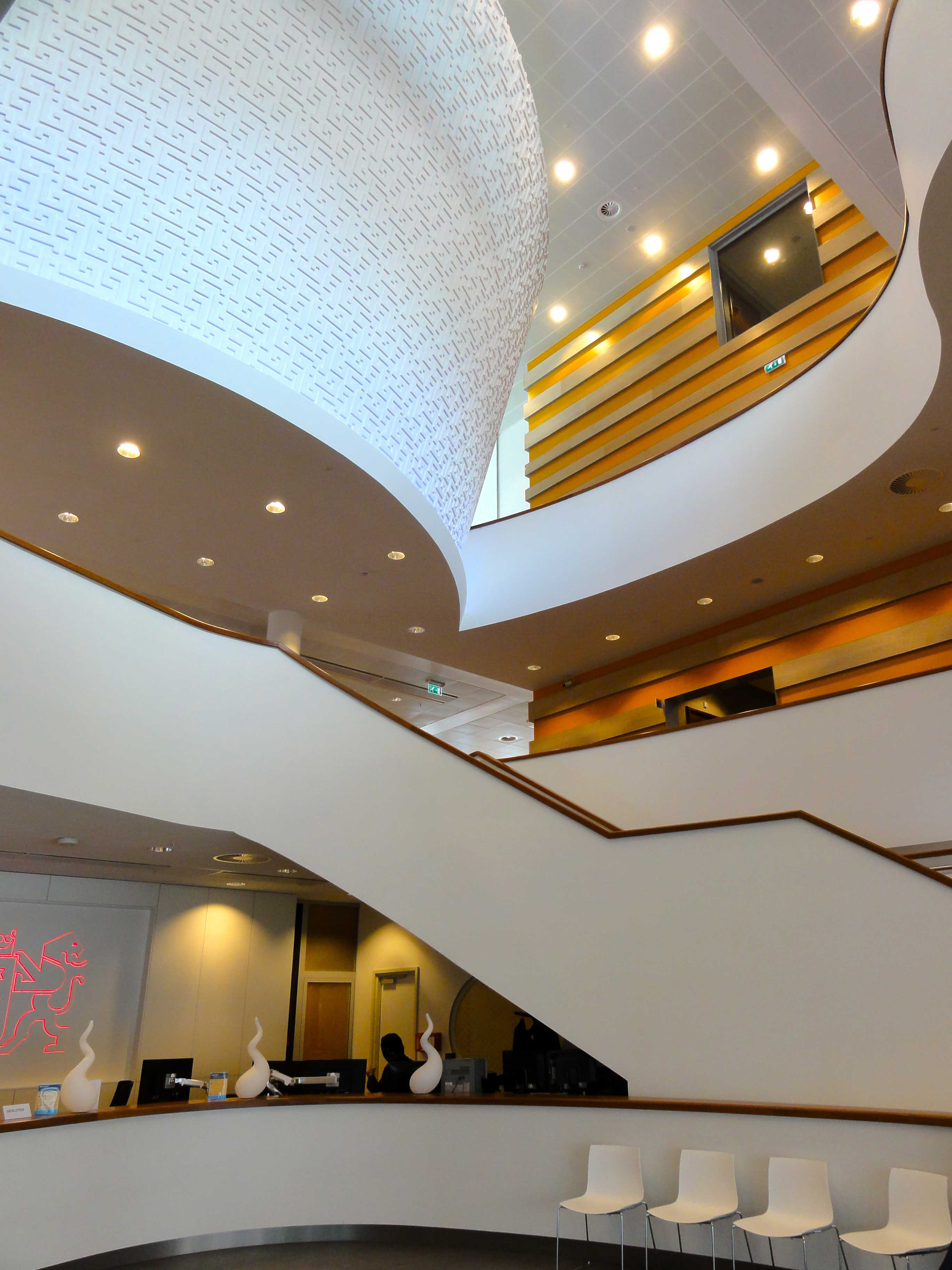
Hal van het Huis van de Stad
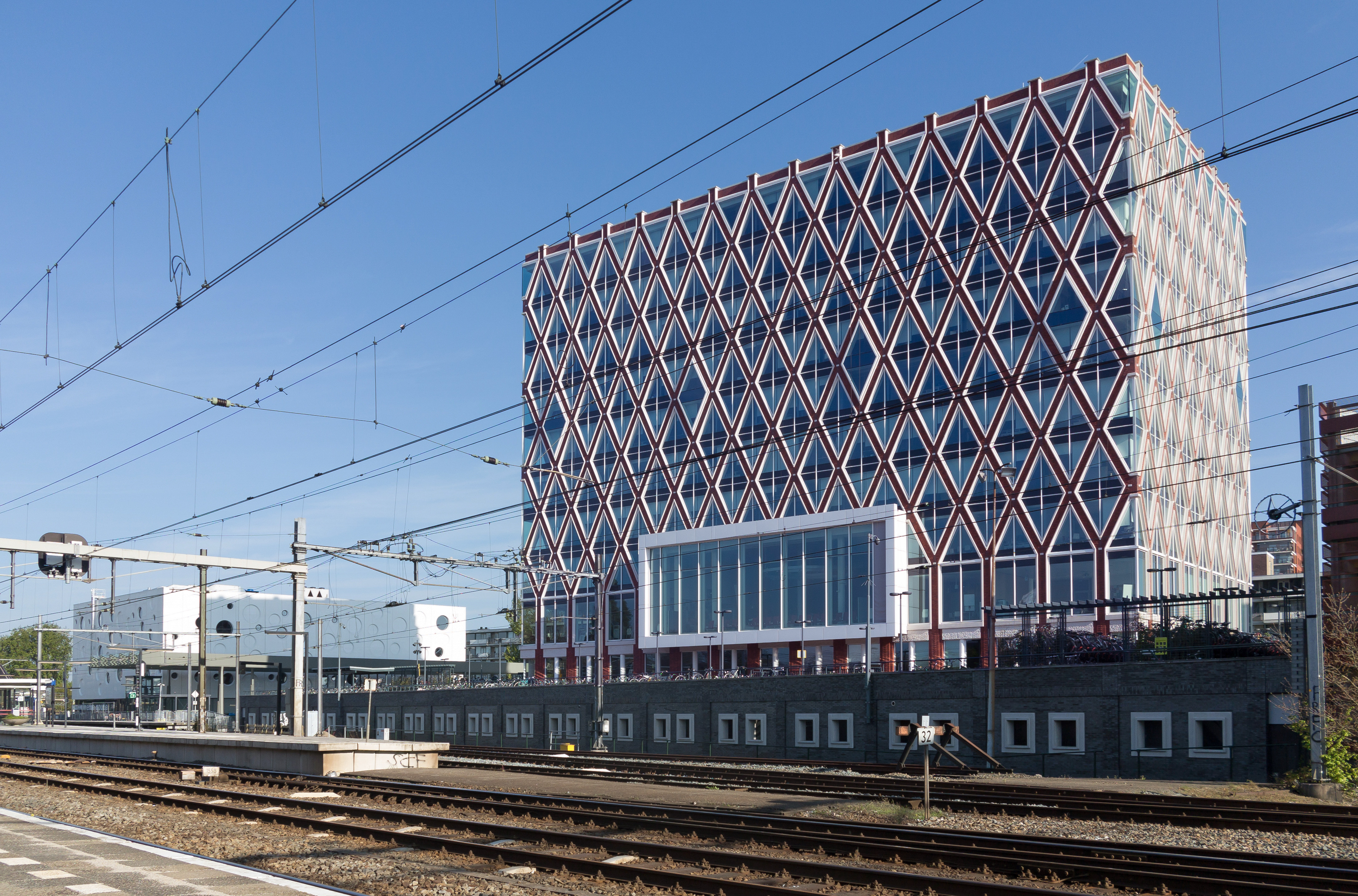
Huis van de Stad in 2017
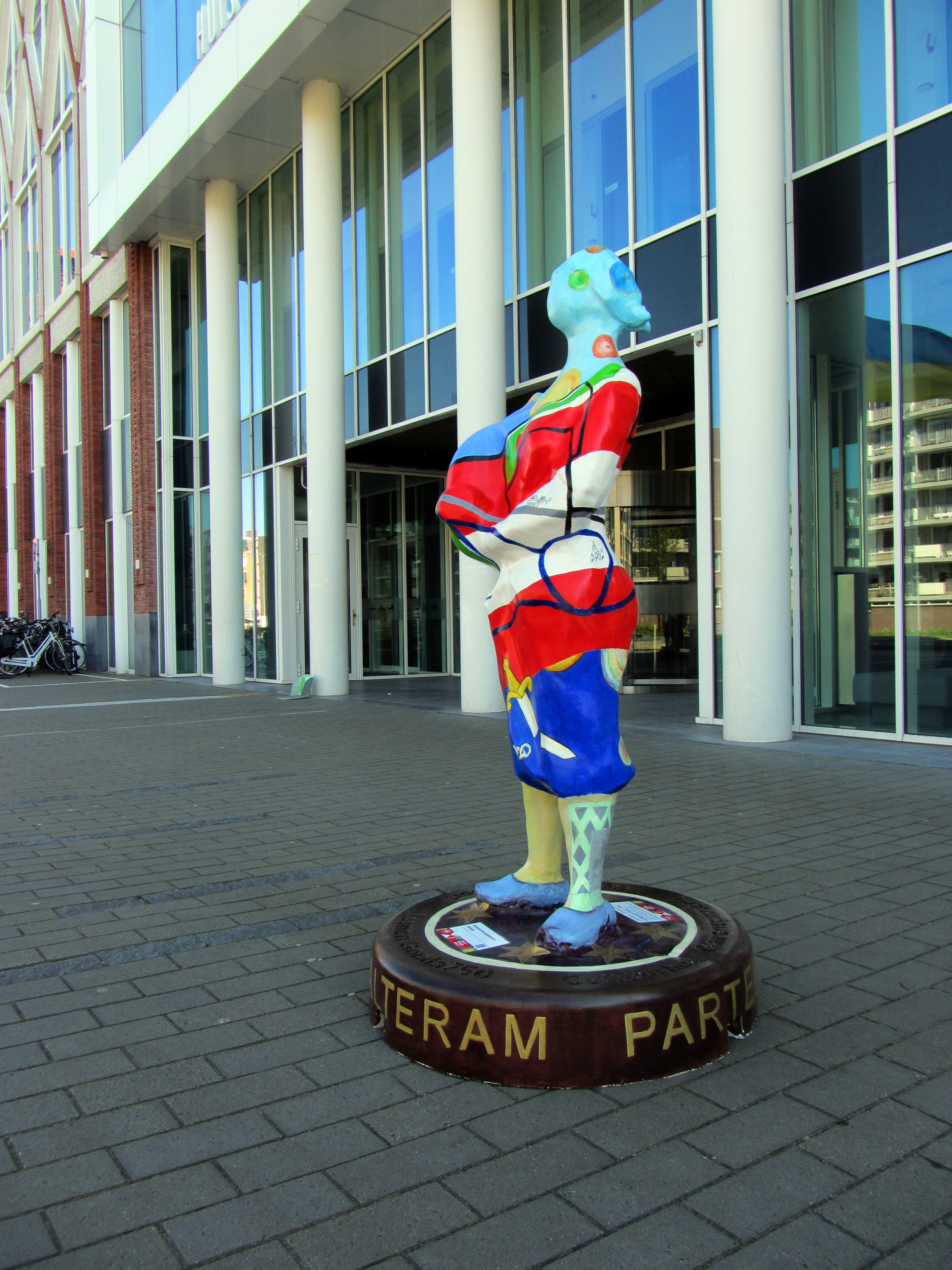
Goudse Icoon voor het Huis van de Stad
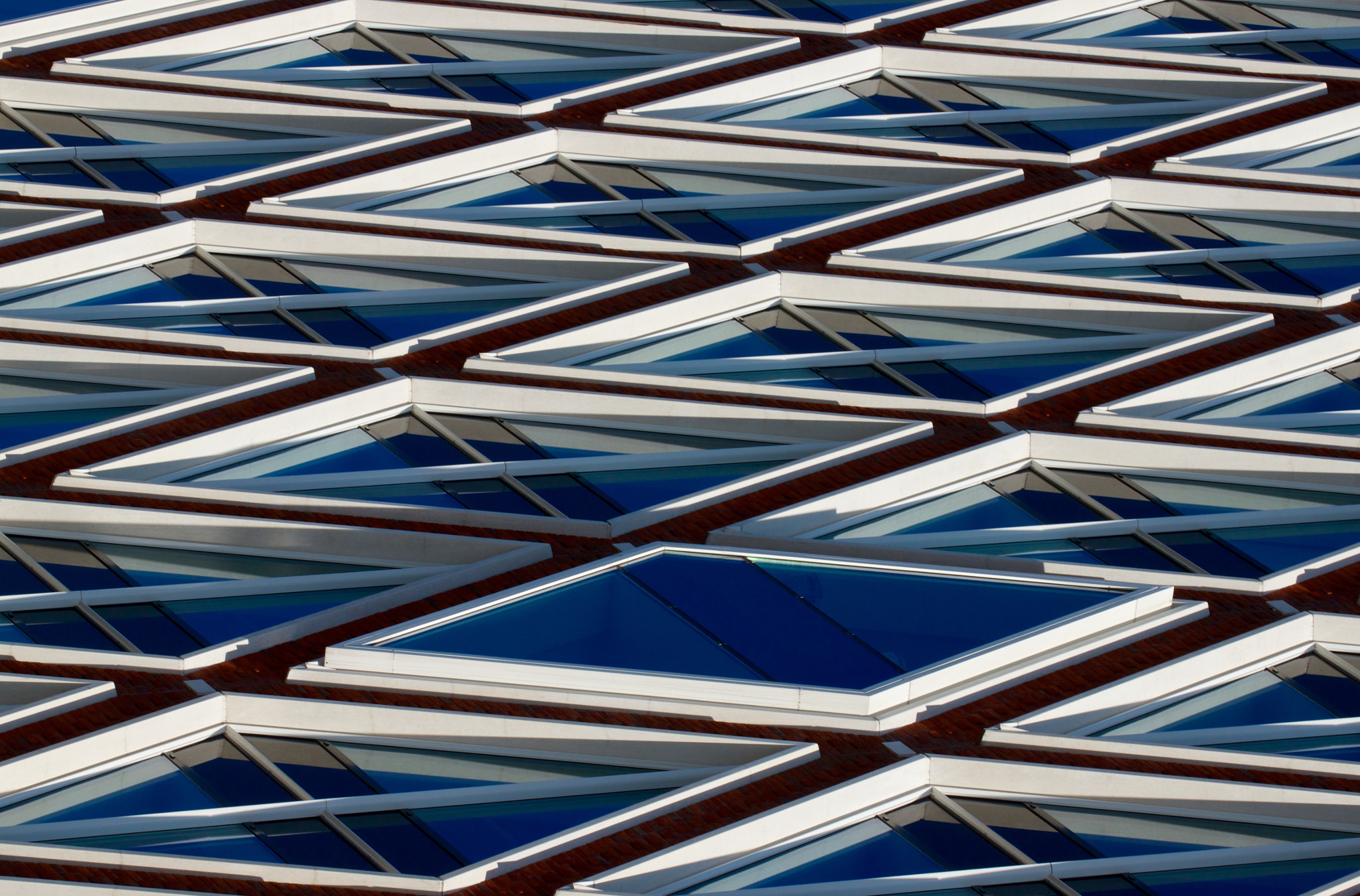
Raampartijen

## Trivia
Acht dagen na de opening vestigde de damgrootmeester Erno Prosman het wereldrecord blindsimultaandammen in het Huis van de Stad.